# Port lotniczy Hastings
Port lotniczy Hastings (ang. Hastings Airport) (IATA: HGS, ICAO: GFHA) – port lotniczy zlokalizowany we Freetown, w Sierra Leone. Jego operatorem jest Sierra Leonean Airports Authority.